# Eotitanops
Eotitanops es un género extinto de mamíferos perisodáctilos de la familia Brontotheriidae que vivieron en el Eoceno de Norteamérica y Asia.

## Características
Eotitanops es el primer género conocido de los brontoterios. Si bien la mayoría de los brontoterios eran animales grandes, Eotitanops medía solamente 45 centímetros de altura. Eran herbívoros, y tenían cuatro dedos en las patas delanteras y tres dedos en las patas traseras. Tenía un aspecto similar a su primo lejano el Hyracotherium. Vivió en América del Norte al comienzo del Eoceno (Bridgeriano), pero sobrevivió en Asia hasta mediados del mismo periodo.

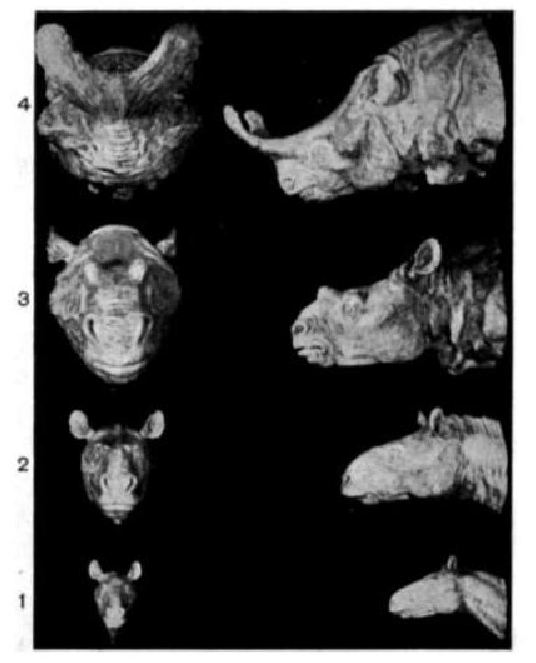
Modelo de Eotitanops (abajo) comparado con varias especies de Megacerops

## Especies
- E. borealis † Cope 1880
- E. dayi † Dehm & Oettingen-Spielberg 1958
- E. minimus † Osborn 1919
- E. pakistanensis † Missiaen et al. 2011[2]